# Caseta nr.4 / Alexandra
Caseta nr.4 / Alexandra este un film românesc din 2013 regizat de Cristian Pascariu. Rolurile principale au fost interpretate de actorii Alexandra Tarce, Olimpiu Blaj.

## Distribuție
Distribuția filmului este alcătuită din:
- Radu Lărgeanu
- Alexandra Tarce
- Alexandru Arion
- Bogdan Rădulescu
- Onuț Chindriș-Codorean
- Theodor Constantin
- Olimpiu Blaj — Paul